# Dan Spătaru (cantante)
Dan Spătaru (Aliman, 2 ottobre 1939 – Bucarest, 8 settembre 2004) è stato un cantante rumeno.

## Carriera
Iniziò la sua carriera come calciatore, ma non riuscì a seguire questa carriera a causa di un'ernia del disco.
Debuttò come cantante nel 1966, al Festival di Mamaia. Nel 1969, scrisse il suo primo successo "Trecea fanfara militară". Successivamente ottenne successo in Romania con altre canzoni come: "Dragu mi-i de țara mea", "Drum bun", "Drumurile", "În rândul patru", "Măicuță, îți mulțumesc", "Nu vreau să plângi", "Prietene", "Să cântăm, chitara mea", "Spune-mi, mama ce mai face", "Țărăncuță, țărăncuță", "Te-așteaptă un om"  Ha pubblicato gli album sotto l'eticchetta Electrecord.. La sua canzone più conosciuta rimase "Drumurile". Nel 1970 recitò nel popolare film dell'URSS Songs of the Sea.
Detiene il record de più lungo applauso, di 16 minuti e 19 secondi, fatto accaduto a Varadero (Cuba) nel 1967, in occasione di un festival internazionale.
Morì di infarto e fu successivamente sepolto nel cimitero di Bellu a Bucarest.

## Discografia
- Trecea fanfara militară
- De vrei să știi ce înseamnă
- Dragu mi-i de țara mea
- Drum bun
- Drumurile
- În rândul patru
- Măicuță, îți mulțumesc
- Nimic nu e prea mult
- Nu vreau să plângi
- Prietene
- Să cântăm, chitara mea
- Spune-mi, mama ce mai face
- Spune-mi unde, spune-mi cine
- Țărăncuță, țărăncuță
- Te-am iubit, Mario
- Te-așteaptă un om